# بینق (اهر)
بینق یکی از روستاهای استان آذربایجان شرقی است که در دهستان اوچ‌هاچا بخش مرکزی شهرستان اهر واقع شده‌است.این روستا ۲۶ نفر جمعیت دارد.